# 工藤善助
工藤 善助（くどう ぜんすけ、安政5年1月5日〈1858年2月18日〉 - 1938年〈昭和13年〉1月20日）は、明治から昭和戦前期にかけての日本の政治家・実業家。長野県小県郡丸子町（現・上田市）の人物で、政界では長野県会議員や衆議院議員（当選2回）などを歴任し、実業界では蚕種業・製糸業を営み銀行・鉄道会社にも関係した。

## 来歴

### 蚕種業経営
工藤善助は、安政5年1月5日（新暦：1858年2月18日）、信濃国小県郡上丸子村（後の小県郡丸子町、現・上田市）に工藤伝五郎の次男として生まれた。1874年（明治7年）12月に分家。1876年（明治9年）より宗家にならって蚕種の製造・販売業を始めた。蚕の繭を得る養蚕業ではなく蚕の卵（蚕卵紙）を製造・販売する蚕種業は幕末以降丸子地区で盛んであった。
1886年（明治19年）4月、長野県蚕糸業組合が設立されると常備委員に選任された。これが業界団体に関係した端緒で、1889年（明治22年）8月蚕糸業組合を改めて信濃蚕種組合が設立されると副組長に推され、長野県産蚕種の販路拡張に奔走する。1900年（明治33年）には長野県蚕種同業組合連合会の議員となり、1903年（明治36年）5月には同連合会の組長に就任した。養蚕技術向上のため1904年（明治37年）9月には自身の養蚕法をまとめたパンフレット『全芽育日誌』を個人で発行するという活動も行っている。実業界では他に丸子町の地主や蚕種・製糸業者の出資で起業された株式会社依田銀行（1882年設立）の株主にもなった。依田銀行では取締役を務めたのち、1910年（明治43年）頭取に就任した。
地方自治にも参画しており、まず明治初期に上丸子村の戸長に選ばれた。小県郡連合会議員や郡書記を経たのち1890年（明治23年）丸子村長に就任。郡制施行により1891年（明治24年）には小県郡会議員に当選した。郡会議員は1894年（明治27年）と1903年（明治36年）にも再選されている。また1891年7月、郡会議員の互選で長野県会議員にも選出された。県会議員は4年後の改選では再任されなかったが、1897年（明治30年）7月と1899年（明治32年）9月の選挙で当選した。県会では1902年（明治35年）11月より議長を務めた。また1900年12月に立憲政友会の北信支部が設立された際には初代幹事の一人に選ばれた。
国政では1904年3月1日実施の第9回衆議院議員総選挙に立憲政友会から出馬し、長野県郡部選挙区（定員9人）で第3位の得票数にて当選、衆議院議員となった。在任中には夏秋蚕講習所設置の建議案を議会へ提出し松本市への夏秋蚕に関する試験場（東京蚕業講習所夏秋蚕部）の設置を実現。上田市への蚕糸専門学校設立にも尽力した。1908年（明治41年）実施の第10回総選挙では立候補を辞退して国政から一旦退いた。

### 製糸業へ転換
1890年、丸子に製糸結社「依田社」が設立された。座繰製糸から器械製糸への転換を進める目的で組織されたもので、加盟する製糸工場から生糸を結社の共同再扱所へと集めて共同で検査や出荷・販売を行った。この依田社の組織を機に丸子では新たな器械製糸所の建設が相次ぐようになる。そうした中の1907年（明治40年）、工藤は繰糸器100釜をもって「金三製糸合資会社」を立ち上げ、依田社加盟の製糸業者として開業した。1910年（明治43年）には30年以上続けた蚕種製造業を廃業し事業を製糸業に一本化している。
続いて1913年（大正2年）1月、初代社長下村亀三郎の死去に伴う後任として依田社の社長に就任した。このころ依田社は下村のアメリカ合衆国輸出向け高級生糸生産の方針によって全盛期を迎えており、加盟製糸工場は31工場、繰糸器数は2808釜を数え、横浜港での生糸出荷量が片倉組・山十組・小口組に続く第4位の事業者となっていた。社長となった工藤は翌1914年（大正3年）、依田社の組織を産業組合法による有限責任信用販売購買組合に改めた。
依田社社長就任で依田銀行頭取からは退いたが、依田社に関連する丸子鉄道や信濃絹糸紡績（現・シナノケンシ）の社長を新たに兼ねた。丸子鉄道は1916年（大正5年）9月の会社設立で、1918年（大正7年）に丸子町と最寄りの信越本線大屋駅（現・しなの鉄道大屋駅）を結ぶ鉄道路線を開通。一方の信濃絹糸紡績は1918年の設立で、依田社の製糸工程で発生する屑糸を活用した絹糸紡績や依田社の副業を引き継ぐ形で蛹油（蚕の蛹を圧搾して作る油）による石鹸製造を手掛けた。
実業界では他に1915年（大正4年）信濃電気の監査役に就任した。同社は上高井郡須坂町（現・須坂市）に本社を置く電力会社で、1911年より丸子町に電気を供給していた。次いで中島精一らと蚕種業の品種改良・大型化を目指して1917年（大正6年）3月上田市に上田蚕種を設立、その取締役となった。
1917年1月の衆議院解散後、周囲の推薦により再び衆議院議員に立候補することとなり、同年4月20日実施の第13回総選挙に立憲政友会より前回と同じく長野県郡部選挙区（定員9人）で出馬、第6位の得票数で再選された。小選挙区制となった1920年（大正9年）5月10日実施の第14回総選挙では長野県第6区（上田市・小県郡）から立候補したが、全国的には立憲政友会が議席を大幅に伸ばした選挙であったものの長野県内では振るわず、工藤も憲政会の山辺常重に敗れ落選した。

### 業界団体での活動
1910年に蚕種業を廃業したことで長野県蚕種同業組合連合会組長から退いていたが、1914年長野県生糸同業組合連合会の副組長に推され、1916年には組長に就任した。以後組長には1927年（昭和2年）まで在職することになる。在職中には第一次世界大戦勃発や戦後恐慌、関東大震災などで製糸業が危機に瀕するたびにその都度業界の救済に尽力した。生糸価格維持のため政府助成金を得て救済会社の帝国蚕糸株式会社が2度にわたり設立（第一次帝国蚕糸は大戦勃発後の1915年3月発足、第二次帝国蚕糸は戦後1920年9月発足）されると、工藤は第一次帝国蚕糸では評議員、第二次帝国蚕糸では取締役にそれぞれ選ばれた。また1919年（大正8年）10月にはワシントンで開かれる国際労働会議に同業組合連合会組長として出席するためアメリカへ渡り、絹産業視察ののち翌年1月帰国した。
業界団体では他に蚕糸業同業組合中央会の議員や大日本蚕糸会の評議員も歴任した。そのうち養蚕・製糸業組合の上部団体である蚕糸業同業組合中央会（長野県蚕種同業組合連合会・生糸同業組合連合会も加盟）では1916年3月から1930年（昭和5年）6月まで評議員に在任した。その間の1922年（大正11年）12月、中央会のアメリカ視察団団長に選ばれて再び渡米し、ニューヨークで開催された第2回国際絹物産展へ参加、イタリア・フランスの蚕糸業を視察したのちアメリカ経由で翌年4月帰国した。
先に触れた第二次帝国蚕糸は1922年（大正11年）12月の会社解散にあたって、会社の純利益を横浜港生糸検査所の拡張や生糸・絹物専用倉庫建設の原資として国に寄付した。その後新設倉庫を国から借り受けて倉庫業を経営すべく蚕糸業同業組合中央会の主導で倉庫会社の設立準備が進められる。工藤もその発起人に加わり、1926年（大正15年）4月に帝国蚕糸倉庫（現・帝蚕倉庫）として会社が発足すると取締役に就任した。翌1927年10月、昭和金融恐慌による生糸価格下落の対策を目的に再び帝国蚕糸（第三次帝国蚕糸）が設立されると、再度同社の取締役に選ばれた。
1929年（昭和4年）、老齢のため依田社の社長職を下村亀三郎（2代目）に譲って顧問へと退く。同年10月帝国蚕糸・帝国蚕糸倉庫の取締役を辞任。同じく10月、信濃電気で監査役から取締役へ転じたが、翌1930年4月の役員改選で取締役から退いた。
1934年時点の役員録には信濃絹糸紡績社長・丸子鉄道社長・上田蚕種取締役、1937年時点の役員録には上田蚕種取締役のみを務めるとある。翌1938年（昭和13年）1月20日、丸子町の自宅で老衰のため死去した。79歳没。工藤が経営した製糸業（金三製糸）は男子の倫が継ぎ、太平洋戦争下、1943年（昭和18年）の企業整備まで経営された。

## 栄典
- 1906年（明治39年）4月1日 - 勲四等旭日小綬章受章[44]（明治三十七八年事件での功による[14]）
- 1928年（昭和3年）8月29日 - 藍綬褒章受章（蚕種・製糸業などへの貢献による）[45]
- 1938年（昭和13年）1月20日 - 従六位に叙される[46]